# Монте Кук
Вижте пояснителната страница за други личности с името Кук.
Монте Кук (на английски: Monte Cook) е професионален гейм дизайнер, известен със своите големи приноси в областта на настолните ролеви игри.
Става част от индустрията за игри през 1988. В службата си за Crown Enterprises работи по игрите Rolemaster и Champions като създател, редактор и дизайнер. През 1994 започва работа за TSR, Inc. като гейм дизайнер и писател на Planescape и основните D&D серии. Когато фирмата бива закупена от Wizards of the Coast, се мести в областта Сиатъл. По време на работата си за WotC написва Dungeon Master’s Guide и служи като един от създателите на новата версия на ролевата игра Dungeons and Dragons. През 2001 напуска Wizards of the Coast, за да създаде със своята съпруга Сю свое гейм студио, носещо името Malhavoc Press. В своята кариера като дизайнер работи по над 100 заглавия на игри, някои от които са популярните Return to the Temple of Elemental Evil, The Book of Eldrich Might сериите, d20 Call of Cthulhu Roleplaying Game, The Book of Vile Darkness, и Monte Cook’s Arcana Evolved. Също така пише Dungeoncraft секцията в Dungeon Magazine. Печелил е множество награди: ENnies Awards, Pen & Paper Fan Awards, Nigel D. Findley Memorial Award, Origins Awards и много други.

## Монте Кук като автор
Кук е написал два романа The Glass Prison и Of Aged Angels. Негови са и кратките истории Born in Secrets (в списанието Amazing Stories), The Rose Window (в антологията Realms of Mystery) и A Narrowed Gaze (в антологията Realms of the Arcane). Някои от истории му са включени в антологиите на Malhavoc Press Children of the Rune и The Dragons’ Return. А неговите комикс творби могат да бъдат открити в Ptolus: City by the Spire сериите от DBPro. Освен това читателите могат да следят неговата фентъзи поредица Saga of the Blade всеки месец в Game Trade Magazine.

## Монте Куук през свободното си време
В своето свободно време Монте води игри, гледа DVD-та, чете комикси, рисува миниатюри и прави още ред приятни занимания.